# طعم السكر السام الجذاب

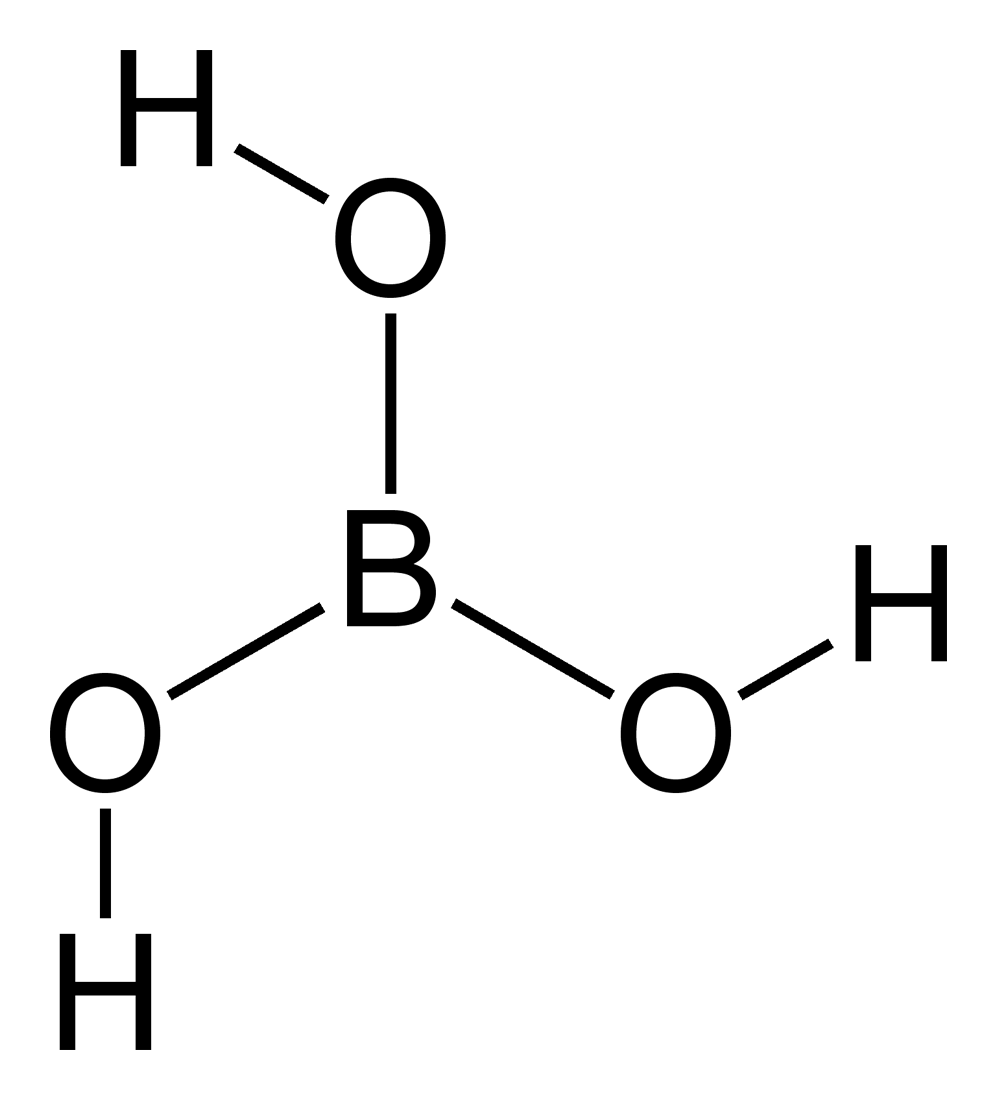
جزيء من حمض البوريك، السم الفموي المستخدم في العديد من محاليل طُعم السكر السام الجذاب

طُعم السكر السام الجذاب (بالإنجليزية: Attractive toxic sugar baits)‏ وتُختصر إلى ATSBs عبارة عن مبيدات حشرية عن طريق الفم مصممة لتقليل عدوى الملاريا عن طريق قتل ناقل العائل -البعوض- بدلاً من الطفيل نفسه.
يتم تصنيع طُعوم السكر السامة الجذابة من مكونات متوفرة بسهولة وغير مكلفة في المناطق الاستوائية وشبه الاستوائية. وهي تتكون على نطاق واسع من مكون سام عن طريق الفم، ومكون سكر لتشجيع التغذية على طُعم السكر السام الجذاب، ومكون معطر يجذب البعوض أو نواقل أخرى مستهدفة. تتكون طُعوم السكر السامة الجذابة النموذجية من حمض البوريك باعتباره السم الفموي، وسكر القصب غير المكرر كمصدر للسكر، والفاكهة والزهور والبذور والمواد المعطرة الأخرى المأخوذة من النباتات المحلية المعروفة بأنها مصادر تغذية شائعة للبعوض.
يتطلب البعوض السكر كمصدر رئيسي للطاقة. من خلال محاكاة رائحة النباتات التي توفر السكر والتي تكون جذابة بشكل طبيعي للبعوض، من الممكن جذب البعوض إلى المصائد المحملة بالمبيدات الحشرية. يمكن وضع المصائد بجوار مناطق بها أعداد كبيرة من البعوض (على سبيل المثال الخزانات وبرك الصرف على جانب الطريق والقنوات). هذا الاستخدام للمصائد الجذابة للبعوض يمنع الحاجة إلى الرش العشوائي للمبيدات.
نجح طعم السكر السام الجذاب الذي تم رشه على الغطاء النباتي في السيطرة على بعوض الأنوفيلة في البيئات الخارجية. بالإضافة إلى ذلك، يظهر طُعم السكر السام الجذاب الداخلي واعدًا كمكمل للناموسيات لمكافحة البعوض. تشكل طُعم السكر السام الجذاب الداخلي طريقة تطبيق جديدة لفئات المبيدات الحشرية التي تعمل كسموم للمعدة ولم يتم استغلالها حتى الآن لمكافحة البعوض. إلى جانب استخدام الناموسيات طويلة الأمد للمبيدات الحشرية (LLINs)، فإن الاستخدام الداخلي لطُعم السكر السام الجذاب لديه القدرة على أن يكون بمثابة إستراتيجية لإدارة مقاومة المبيدات الحشرية. كانت معدلات وفيات طُعم السكر السام الجذاب الداخلي قابلة للمقارنة مع الناموسيات طويلة الأمد للمبيدات الحشرية التي تم اختبارها سابقًا ضد نفس النوع في نفس المنطقة.
يعتبر حمض البوريك أكثر سمية بشكل هامشي لمعظم أشكال الحياة من ملح الطعام العادي، مع تعرض البشر والثدييات الأخرى يعتبر على نطاق واسع أنه آمن. وبالتالي فإن استخدامه كمبيد حشري في مكافحة الملاريا (بدلاً من المركبات التي تظهر مستويات عالية من السمية أو السرطنة في الثدييات) يعتبر مفيدًا.
يمكن أن تؤثر طُعوم السكر السامة الجذابة على الحشرات التي ليست الهدف. في إحدى الحالات، جمع النحل السكر من طُعم السكر غير السامة الجذابة المصبوغة بألوان الطعام، وكان العسل الذي ينتجه لونًا مختلفًا. لتجنب قتل النحل، تم اقتراح أن طُعوم السكر السامة الجذابة يمكن أن يكون لديها شبكات لإبعاد النحل، مع ترك الحشرات الضارة تسقط للطعم.